# Gewoon fluweelpootje

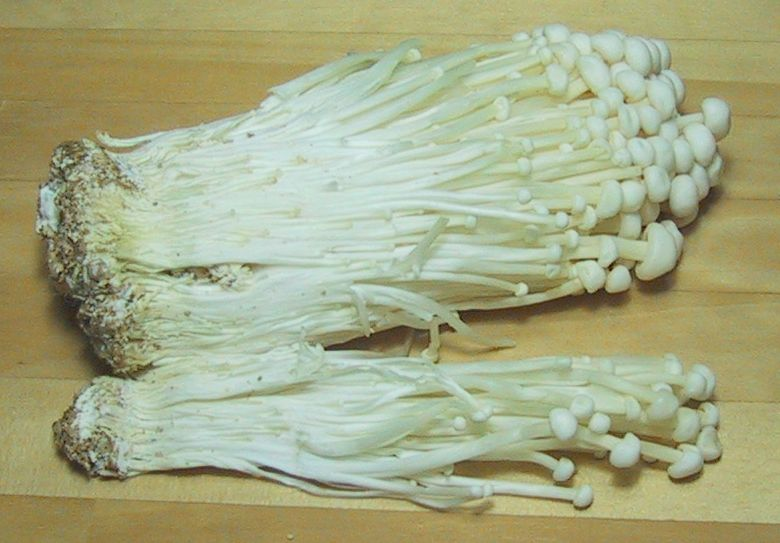
Enokitake

Het gewoon fluweelpootje (Flammulina velutipes, synoniem: Collybia velupites) is een paddenstoel behorend tot de familie Physalacriaceae, die algemeen in Nederland en België voorkomt.

## Kenmerken

### Uiterlijke kenmerken
Hoed
De vaak gladde en slijmerige hoed is 2–10 cm breed en heeft een honinggele tot roodbruine kleur. De hoed wordt rood/bruin met KOH.
Steel
De steel heeft een lengte van 3 tot 8 cm. De kleur is vanaf de basis vaak fluwelig donkerbruin tot olijfzwart, maar onder de hoed lichter gekleurd.
Lamellen
De lamellen zijn wit tot bleekgeel en bochtig aan de steel gehecht.
Geur en smaak
De paddenstoel heeft een neutrale geur en smaak.
Sporenprint
De sporenprint is wit.

### Microscopische kenmerken
De sporen zijn  subcilindrisch tot langwerpig-ellipsoïdaal, glad, hyaliene in KOH, inamyloïde en meten 6-9,5 × 3-4 μm (Q-getal 1,8 tot 2,4). De basidia zijn 4-sporig en meten 25–28 x 3–4 µm. De hoedhuid bestaat in het centrum uit een mengsel van pileocystidia en vertakte gelatineuze hyfen. De pleurocystidia meten 35–50 x 6–11 µm. De pileocystidia staan versprijd en meten 40–50 x 10–12 µm. Er zijn gespen aanwezig.

## Ecologie
Het fluweelpootje groeit meestal in groepen van meerdere paddenstoelen. De zwam is saprotroof en leeft op stammen en stronken van loofbomen zoals iep, els en wilg. Het is een typische winterpaddenstoel die aangetroffen wordt van november tot en met maart. 

## Voeding en gezondheid
Het fluweelpootje is een eetbare paddenstoelsoort. De lange, dunne gekweekte vorm is een vast ingrediënt in onder andere de Chinese, Japanse en Koreaanse keuken. De paddenstoel is vooral populair als ingrediënt voor soepen en salades. In Japan wordt het fluweelpootje al 300 jaar gekweekt voor consumptie. De paddenstoelen zijn zowel vers als ingeblikt te koop. Het fluweelpootje bevat antioxidanten zoals ergothioneïne.
Onderzoek door de Nationale Universiteit van Singapore heeft aangetoond dat de steel van het fluweelpootje een grote hoeveelheid van een proteïne bevat die het immuunsysteem kan ondersteunen. Dit proteïne is mogelijk bruikbaar voor vaccins.
Uit het mycelium van het fluweelpootje werd de stof proflamine geïsoleerd, waarvan wetenschappelijk wordt verondersteld dat het ter preventie van kanker een rol zou kunnen spelen.
Er is een groot verschil tussen wilde versies van het fluweelpootje en de gekweekte versie die enokitake of jin zhen gu wordt genoemd. Gekweekte fluweelpootjes worden niet blootgesteld aan licht en zijn daardoor wit van kleur, bovendien zijn ze langer en dunner dan de wilde variant.

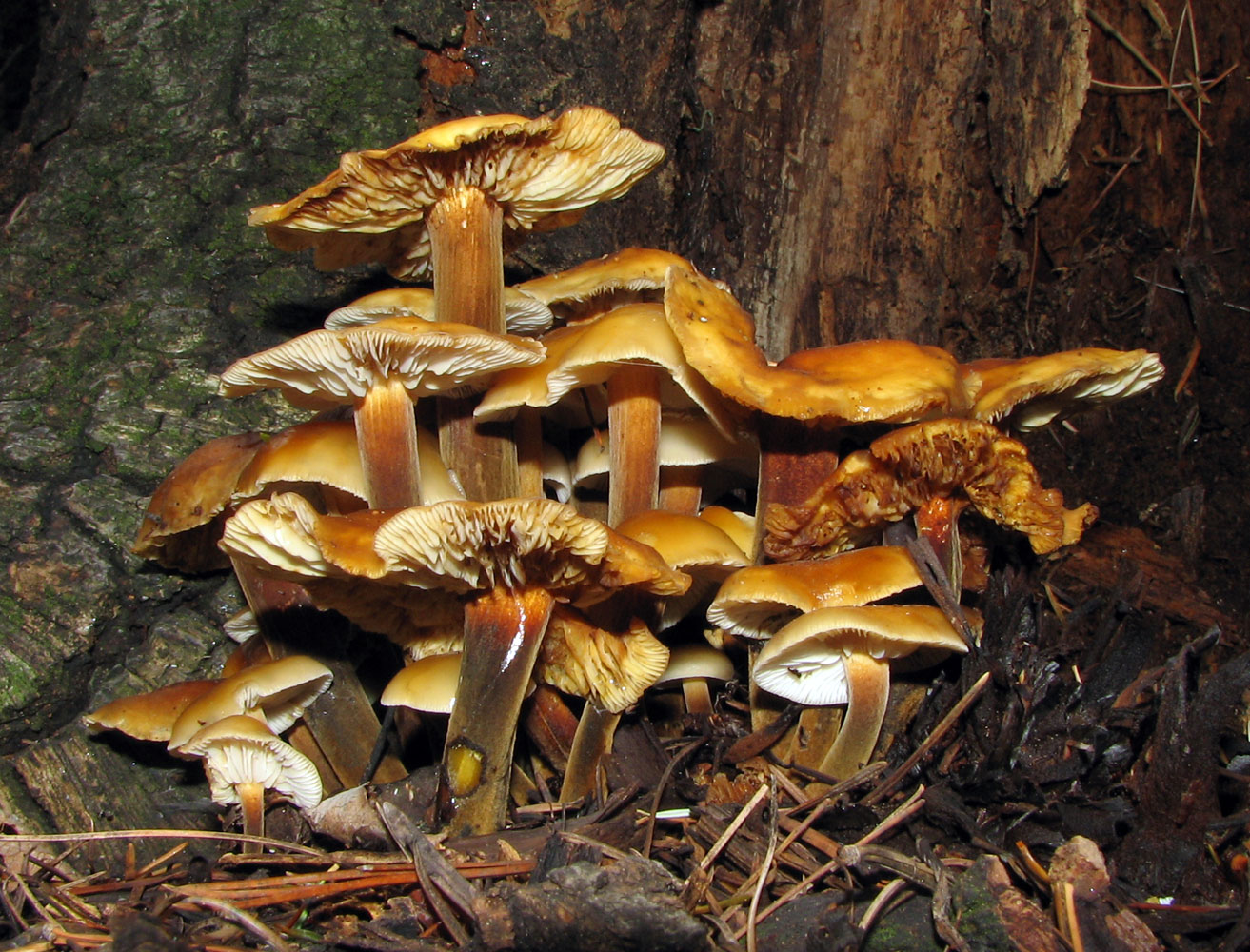
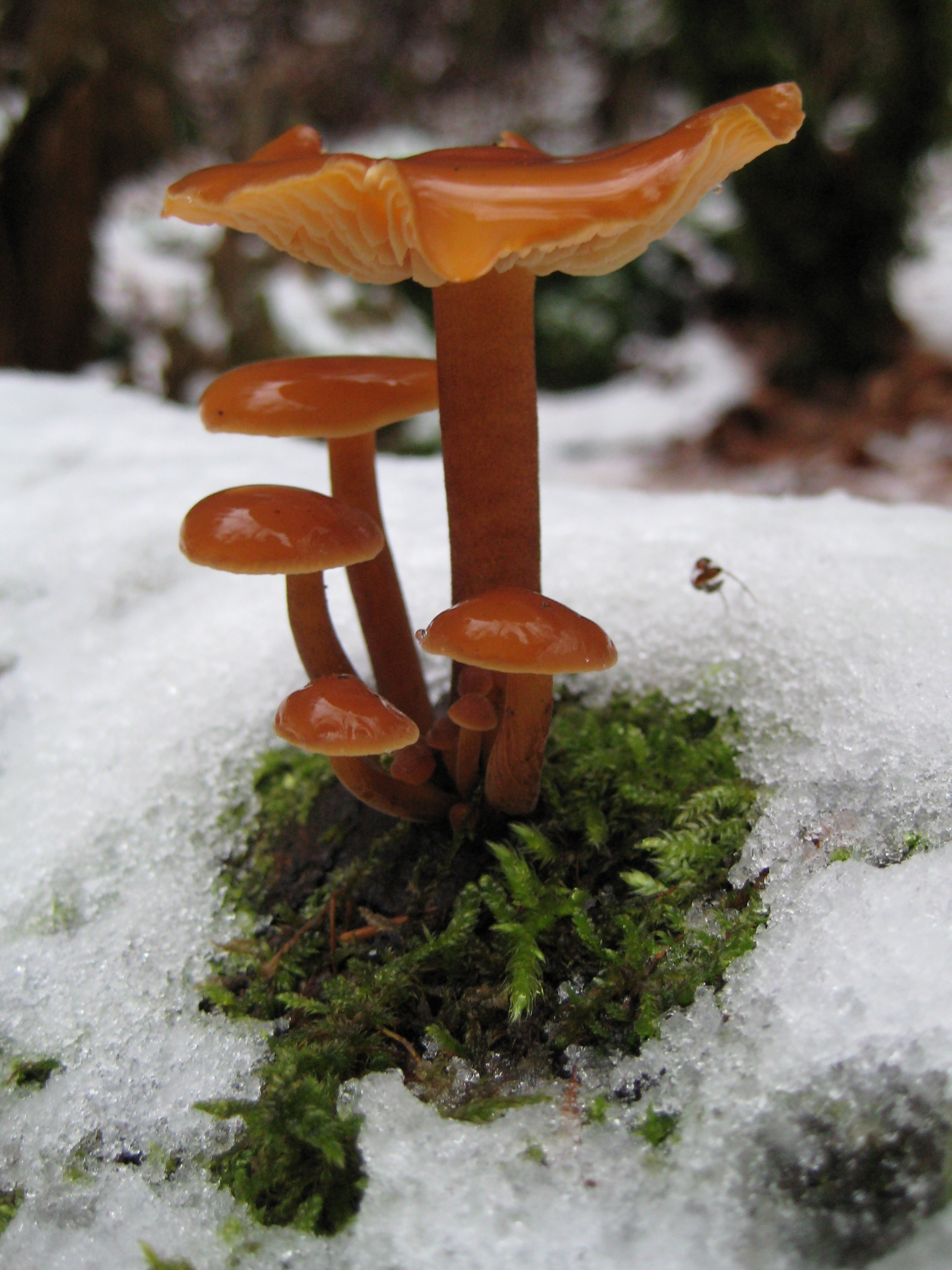
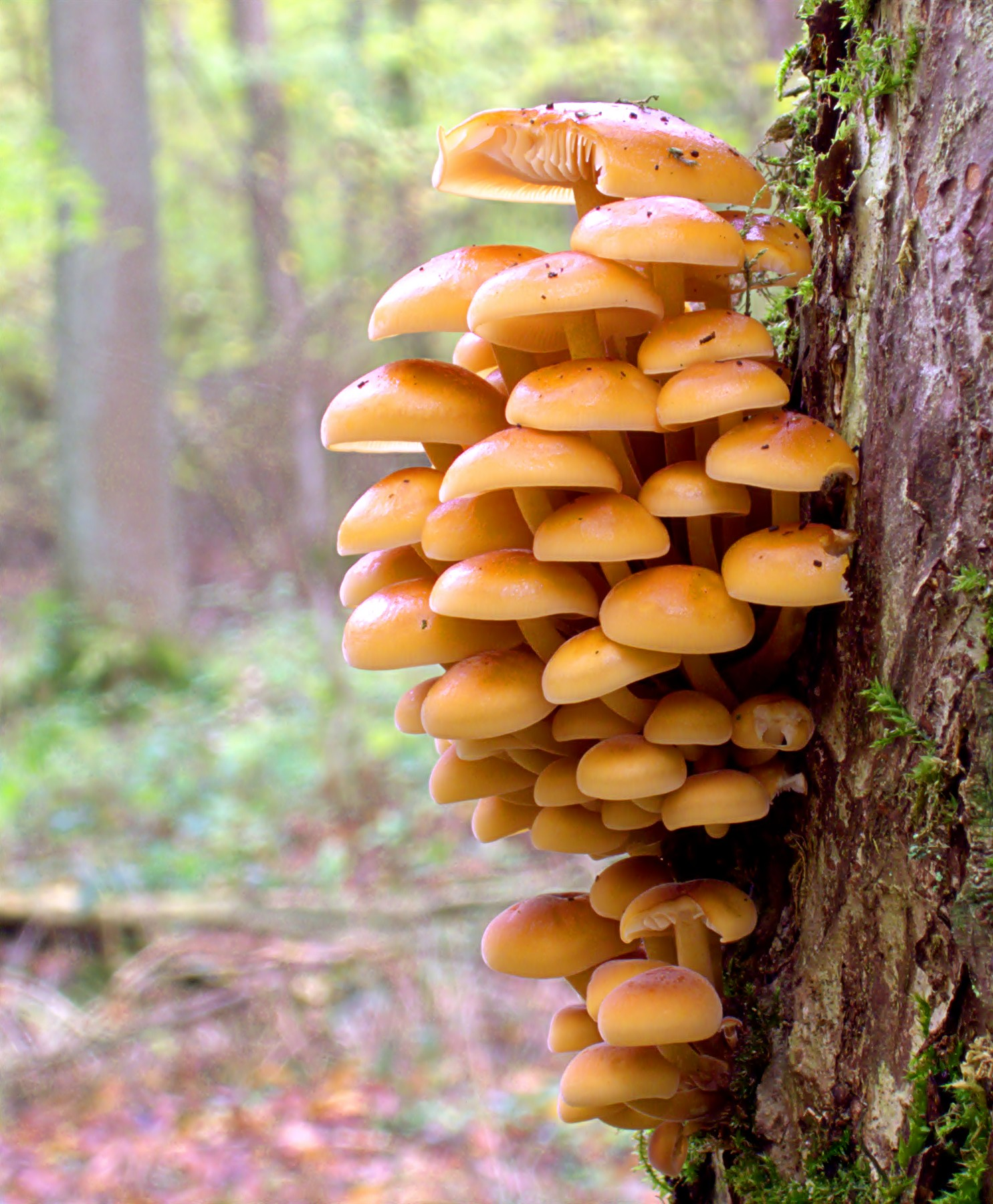
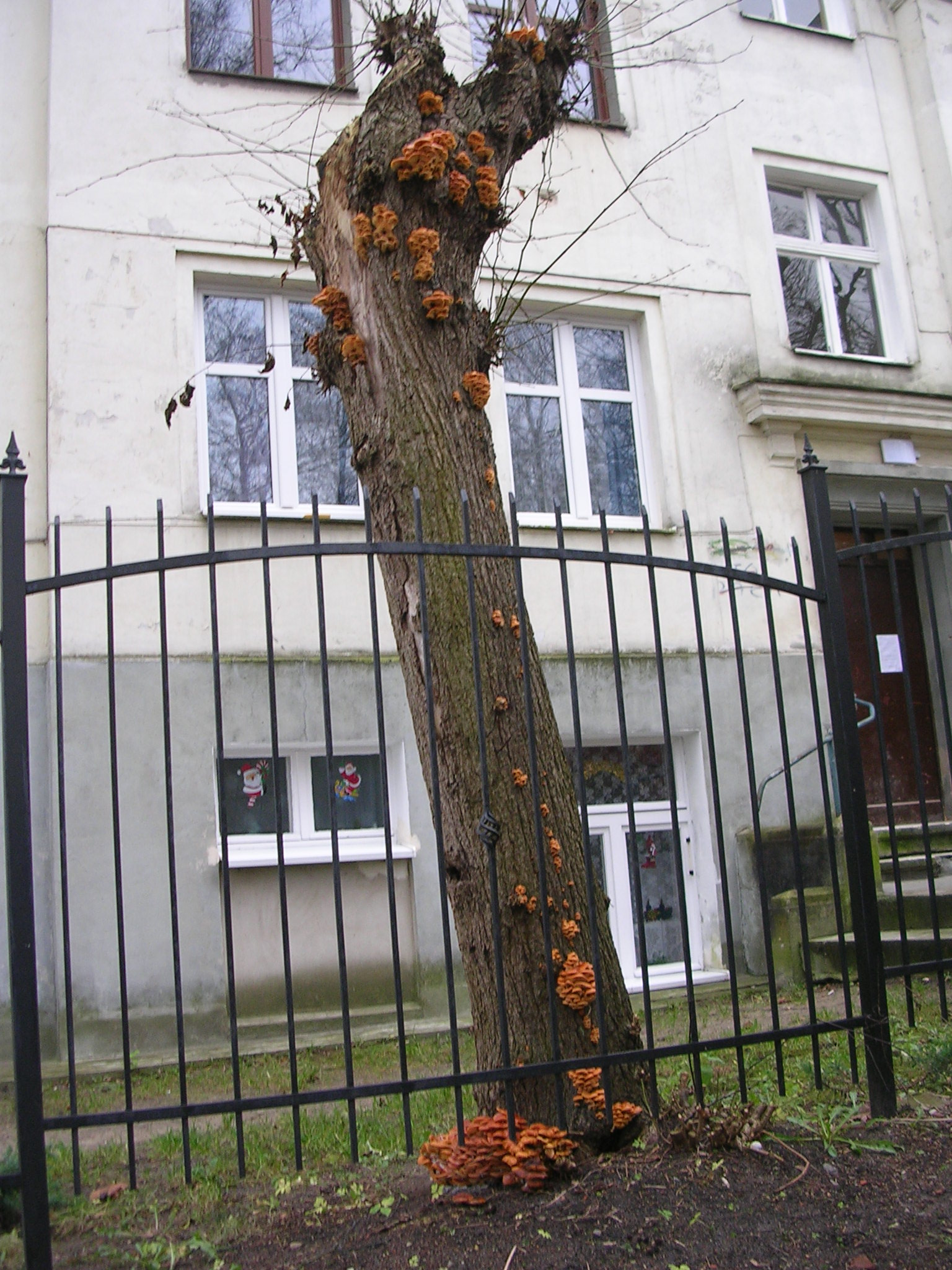
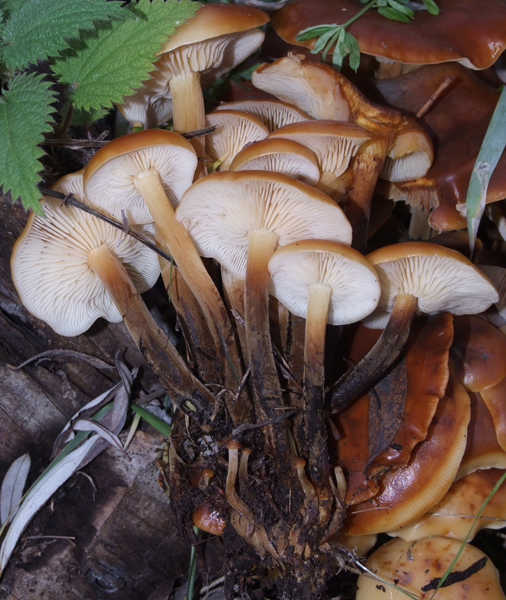
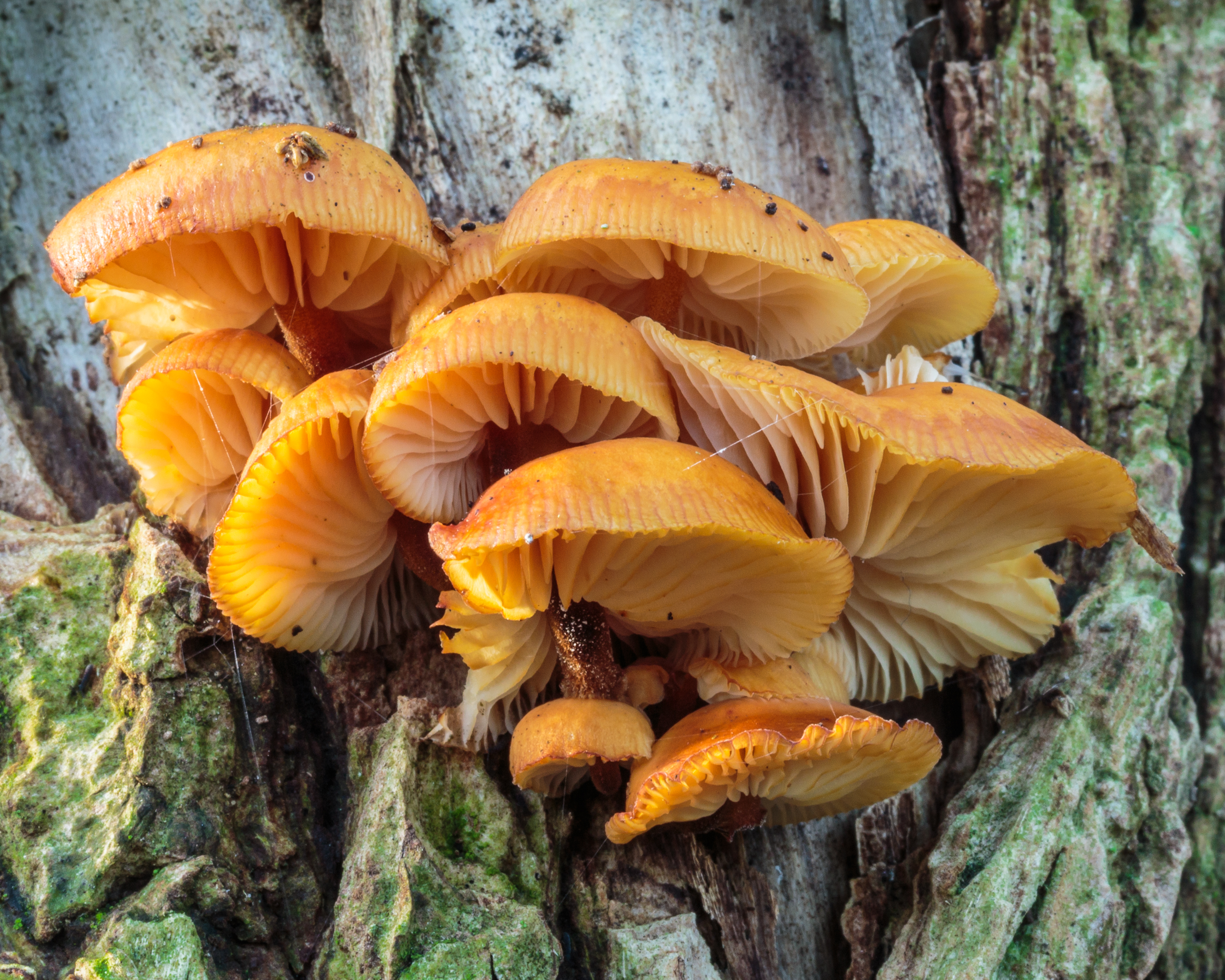
Fluweelpootje, (Flammulina velutipes)
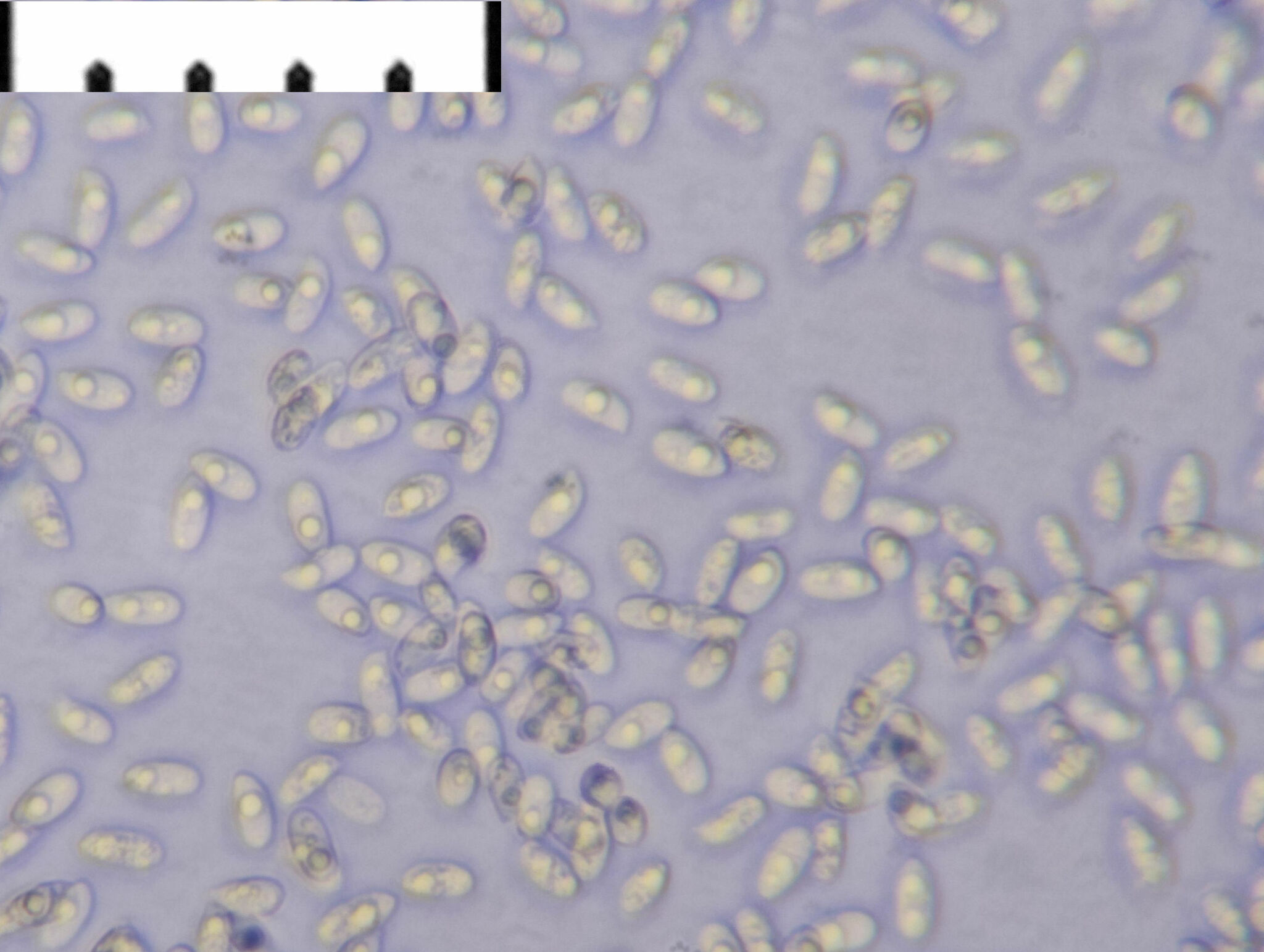
Sporen
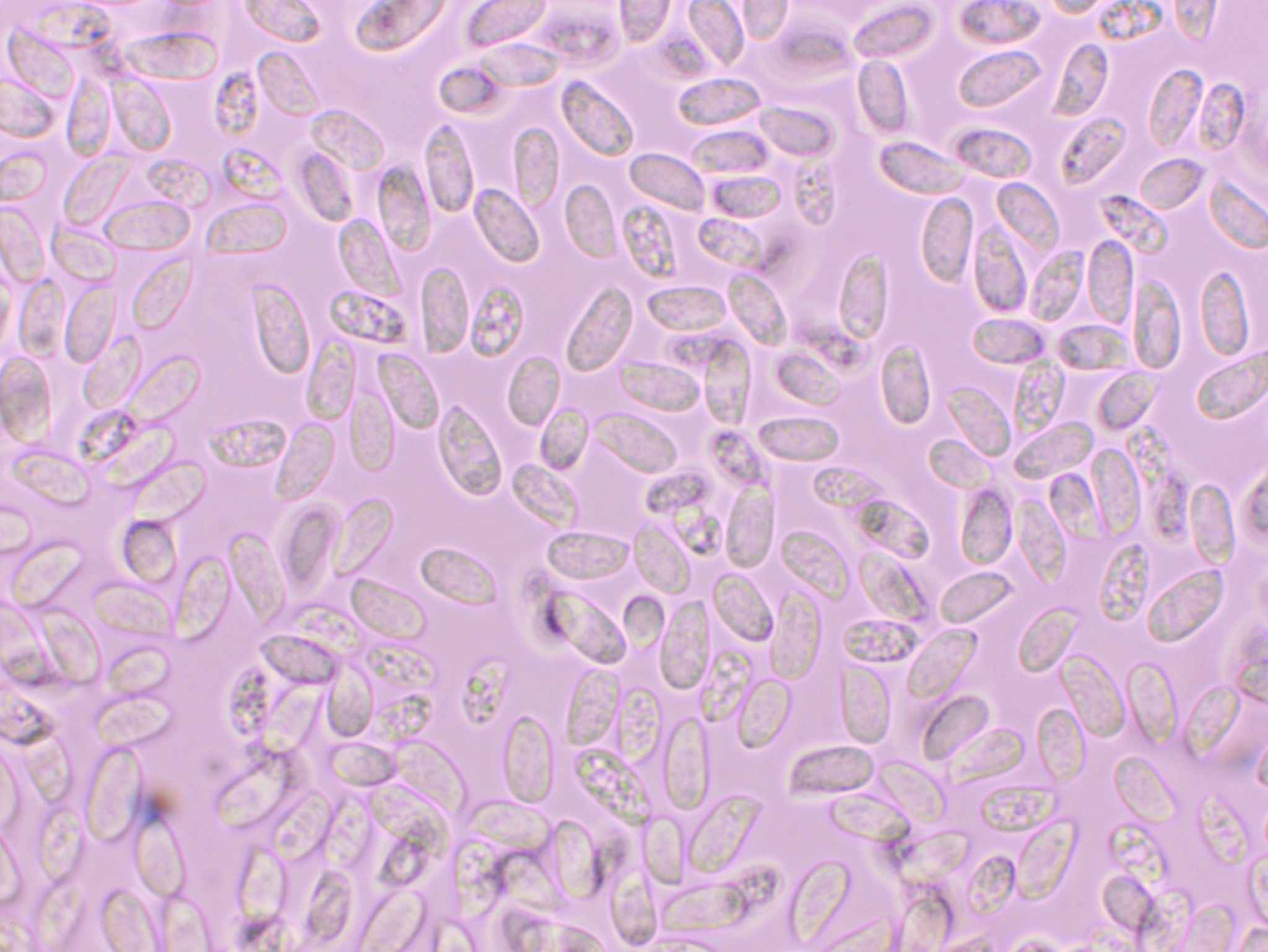
Sporen